# Korma
Ne doit pas être confondu avec kavourma.
Le korma, que l'on écrit aussi kormaa, qorma, khorma, ou kurma, est un plat originaire d'Asie centrale. Les légumes ou la viande sont mis à braiser avec de l’eau, du bouillon et du yaourt, de la crème ou du lait de coco ainsi que, parfois, de pâte de noix et de graines.
Le dopiaza (en) ainsi que le rogan josh, originaire du Cachemire, sont des korma.

## Histoire
Le mot korma vient de l'ourdou ḳormā ou ḳormah, qui veut dire « braiser », eux-mêmes dérivés du turc kavurma, qui veut littéralement dire « viande cuite ». Korma (قورمه en persan) prend ses origines dans la cuisine moghole, correspondant à l'Inde et au Pakistan actuels. C'est un plat caractéristique de l'Empire moghol, que l'on retrouve au XVIe siècle lors des incursions de l'Empire moghol dans ce qui est actuellement le nord de l'Inde, le Pakistan et le Bangladesh.
Un korma est défini en général comme étant un plat où la viande et les légumes sont braisés et où l'on ajoute de l'eau, du bouillon, et du yaourt ou de la crème. Cette recette recouvre beaucoup de styles possibles de korma. Sa saveur vient d'un mélange d'épices, notamment de la coriandre moulue et du cumin, combinées au yaourt — qui est gardé à faible température pour éviter qu'il ne  caille —, et qui est incorporé lentement et soigneusement aux jus de viande.
Traditionnellement, on cuit le korma dans une marmite au-dessus d'un feu doux, en ajoutant du charbon de bois sur le couvercle pour chauffer de façon homogène. Un korma peut être un peu ou très épicé, et peut se faire avec du mouton, du poulet, du bœuf ou du gibier ; certains korma combinent de la viande et des légumes comme les épinards ou le navet. Le terme shahi (« royal »), utilisé pour certains korma, indique un statut de plat de prestige, au contraire d'un plat de tous les jours, et son association avec la cour royale.

## Variantes

### Au Royaume-Uni
Au Royaume-Uni, un korma est un plat un peu épicé avec une sauce épaisse, que l'on sert dans les curry houses. Il est souvent fait avec des amandes, des noix de cajou ou d'autres noix, et de la noix de coco ou du lait de coco. Cette variante semble être populaire au Royaume-Uni, où un sondage de 2011 place le korma en première position des plats indiens préférés des Britanniques.

### Navratan korma
C'est un korma végétarien fait avec des légumes et du paneer (un fromage indien) ou des noix, parfois les deux. Navratan veut dire « 9 joyaux », et la recette inclut couramment neuf différents légumes.

## Préparation

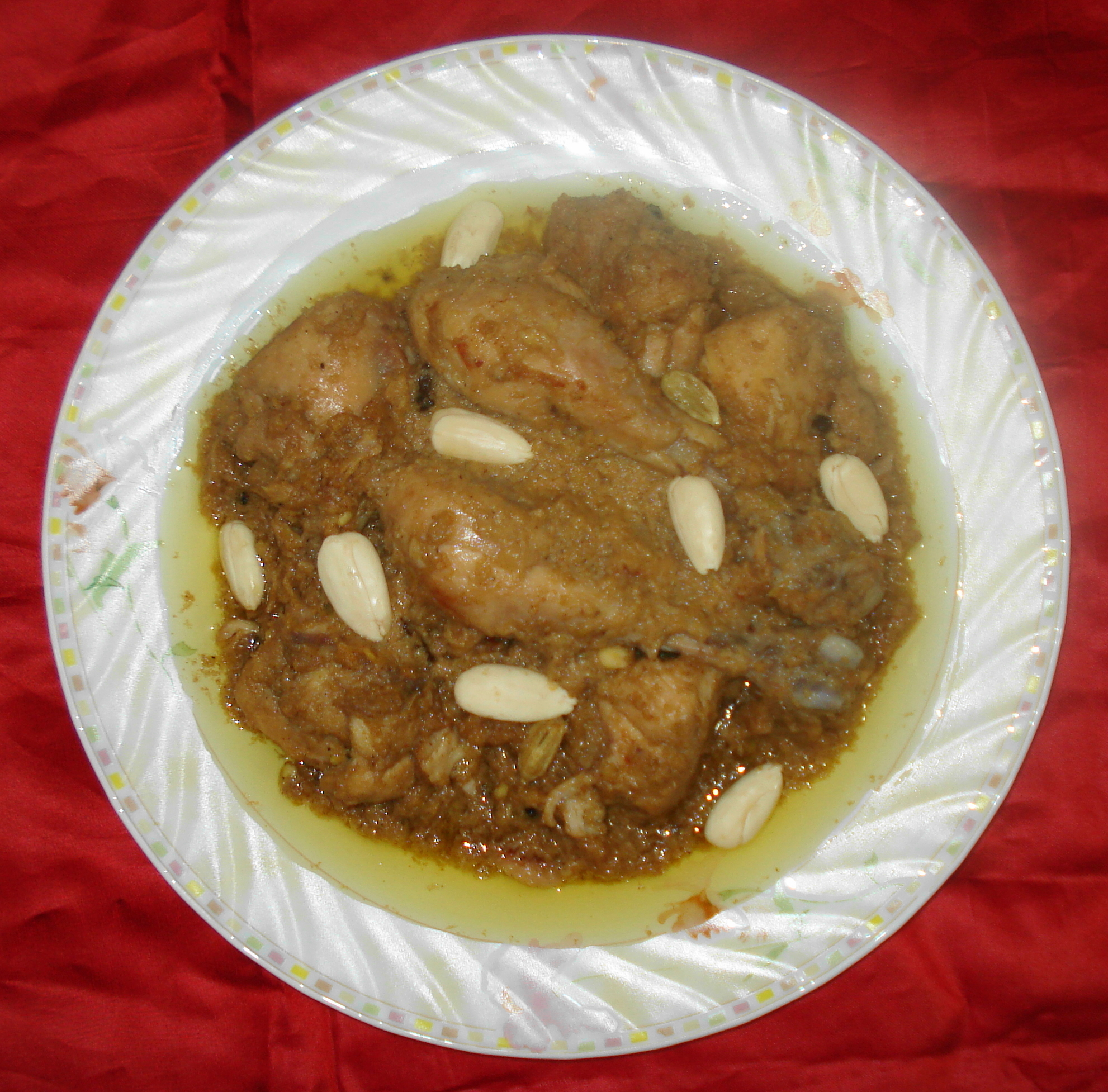
Un plat de korma de poulet du Pakistan.

Le style korma est similaire aux autres techniques de braisage : la viande ou les légumes sont d'abord saisis à feu vif, puis cuits lentement et pendant un certain temps avec peu de liquides ajoutés et une chaleur moite. On peut éventuellement utiliser de la pâte pour sceller le couvercle et rendre la marmite étanche vers la fin de la cuisson.
Le poulet ou les autres volailles doivent être enduits complètement d'épices, ou marinés, puis cuits uniformément dans de l'huile ou du ghi à température suffisamment élevée pour que la viande soit cuite en profondeur ; on laisse ensuite refroidir, puis on ajoute le yaourt ou la crème. Le mouton, quant à lui, doit être saisi à feu vif pendant une durée très courte pour faire brunir tous les côtés, puis braisé à basse température. Ceci a pour but d'empêcher la viande de mouton de durcir, qui est un problème en particulier quand on fait cuire une grande quantité de viande ; il est difficile d'obtenir des températures hétérogènes si on laisse reposer la mixture. Cette basse température de cuisson est souvent assez difficile à garantir, mais le plat n'en sera que meilleur si cela est fait correctement.
Le korma peut utiliser la technique du chaunk : après un certain temps de cuisson, des épices supplémentaires sont mélangées avec du ghi chaud et ajoutées à la sauce qui se forme lors du braisage ; on couvre alors la poêle et on la secoue pour mélanger le tout et dégager de la vapeur.
Les korma sont très différents d'autres recettes à base de curry. On utilise souvent du chili et du gingembre, mais la méthode exacte de préparation donne des saveurs très différentes. On peut ajouter des feuilles de Malabar ou de la noix de coco séchée, cette dernière étant une saveur caractéristique de l'Inde du Sud.
Dans certaines recettes de korma, on utilise de la noix de coco comme base d'épice, comme dans le korma de légumes à la noix de coco.
Un pilau korma (pilaf) est un plat à base de riz et de viande fait avec de la viande braisée.